# Mietingen
Mietingen là một xã ở huyện Biberach ở bang Baden-Württemberg thuộc nước Đức. Đô thị này có diện tích 26,33 km², dân số thời điểm 31 tháng 12 năm 2020 là 4459 người.